# Schwabenland (navire)
 (mai 2023).
Si vous disposez d'ouvrages ou d'articles de référence ou si vous connaissez des sites web de qualité traitant du thème abordé ici, merci de compléter l'article en donnant les références utiles à sa vérifiabilité et en les liant à la section « Notes et références ».
Le Schwabenland est un navire de charge allemand transformé en navire-catapulte par la Lufthansa pour la poste aérienne en océan Atlantique sud. Il est surtout connu pour la poste aérienne en océan Atlantique nord en 1936 et sa participation comme navire océanographique de l'expédition antarctique allemande de 1938-1939.

## Histoire

### Construction
Le navire est construit en 1925 comme navire de charge par la Deutsche Werke à Kiel pour la DDG Hansa sous le nom de Schwarzenfels. C'est le premier navire de charge équipé d'un gyrocompas.

### Transformation
Le 28 février 1934, la Lufthansa achète le navire et le transforme en navire-catapulte. À l'époque, la Lufthansa cherche à s’engager dans un service postal aérien entre l'Amérique du Sud, l'Afrique et l'Europe en utilisant des hydravions lancés à partir de navires.
Deux navires seront ainsi transformés, il s'agit du Schwabenland et du Westfalen.
la Lufthansa fait installer par l'AG Weser une catapulte pour un Heinkel K-7. La catapulte initiale est faite pour les Dornier Do J, des engins pouvant embarquer une charge utile de 500 kg (1 100 lb) sur 5 000 kilomètres (3 100 mi). Cependant comme la Lufthansa pourrait ne pas utiliser cet avion, la place pour la catapulte est réduite. La catapulte devient tournante et a deux rampes. L'hydravion sera levé avec une voile par-dessous grâce à une grue Kampnagel. Pour un lancement par catapulte, la grue est pliée. Le navire est remis en service le 25 juillet 1934. En 1938, son exploitation est confiée à la Norddeutscher Lloyd.
Deux hydravions Dornier Do 18 Lufthansa baptisés Zephir et Aeolus ont été utilisés pour des vols postaux aériens des Açores vers les États-Unis et de Fernando de Noronha vers Natal.

### Carrière opérationnelle

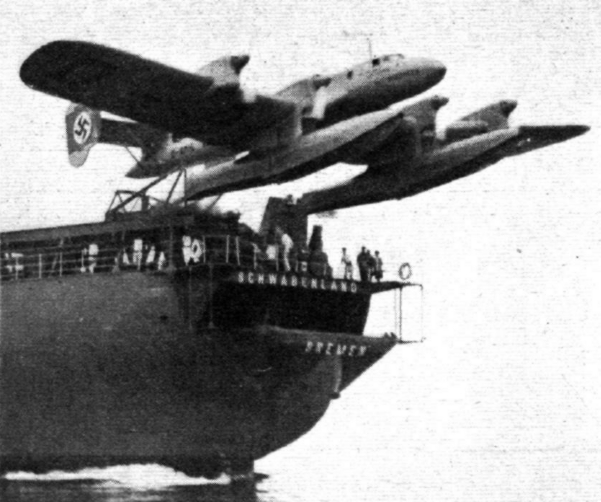
Lancement d'un Blohm & Voss Ha 139 depuis le Schwabenland en 1937.

Le Schwabenland et le Westfalen accueillent les hydravions qui font le voyage entre Banjul et Fernando de Noronha ou Natal. Le 12 septembre 1934, le Dornier Do J D-AKER Taifun à destination de Natal s'élance pour la première fois du Schwabenland. En mai 1935, les navires changent de position. Le 29 juin 1935, lorsque l'avion Tornado à destination de Fernando de Noronha connaît une avarie de moteur et amerrir d'urgence, les deux navires-catapultes se détournent pour le récupérer. Le Westfalen le retrouve en premier. En septembre, les positions sont changés en conséquence. De la mi-octobre à la mi-décembre, le Westfalen est retiré du service, le Schwabenland est le seul navire-catapulte.[réf. nécessaire]
En 1936, la Lufthansa met en service l'Ostmark. Le Schwabenland fait des tests en Atlantique Nord pour une poste aérienne avec deux Dornier Do 18 partis de Lübeck et arrivés à Lisbonne le 31 août 1936. L'Aeolus arrive le 3 septembre et repart le 6 avec le deuxième hydravion vers les Açores où ils arrivent le 6. Après un vol d'essai, l'escale est fixé à Horta. Le 10 septembre, l'avion Zephir piloté par Carl August von Gablenz et Joachim Blankenburg est catapulté du Schwabenland devant Horta pour un voyage en 22 heures et 18 minutes vers New York. Le lendemain, l'Aeolus piloté par Hans-Werner von Engel et Friedrich von Buddenbrock qui suit une route plus au sud vers Hamilton vient ; il repart de l'eau. Le Schwabenland sert ensuite pour les avions en retour de New York puis des Bermudes. Le 22 septembre, il revient à Horta et catapulte les avions pour New York puis Sydney.[réf. nécessaire]
En décembre, le Schwabenland sert pour la liaison avec Fernando de Noronha.[réf. nécessaire]
En 1937 et 1938, la Lufthansa fait de nouveaux vols d'essais avec le Blohm & Voss Ha 139 qui a été conçu pour des catapultes de 10 t comme celle du Schwabenland. Le navire se poste aux Açores tandis que le Friesenland va de l'autre côté de l'Atlantique. En 1938, les États-Unis retirent la licence du courrier à la Lufthansa.[réf. nécessaire]
Le Schwabenland sert de nouveau à des trajets en Atlantique sud. Il sert pour la dernière fois pour la poste aérienne le 14 juillet 1939 pour un Dornier Do 26 entre Banjul et Natal.[réf. nécessaire]

### Expédition antarctique allemande
À l'automne 1938, le Schwabenland est affrété avec deux Dornier Do J, le Boreas et le Passat pour participer à l'expédition antarctique allemande. 
L'expédition — menée par Alfred Ritscher — a pour but de trouver en Antarctique une base pour les navires baleiniers allemands. Le navire arbore un drapeau de la Fondation allemande pour la recherche pour bien souligner qu'il est devenu un navire océanographique.[réf. nécessaire]
L'expédition part de Hambourg le 17 décembre 1938 et atteint le 19 janvier 1939 le côte de la Princesse-Martha.[réf. nécessaire]
Le navire a contacté la flotte baleinière allemande au large de l’île Bouvet, puis a jeté l’ancre près du bord de la banquise à 69°14′S, 4°30′O. Après que l’expédition eut terminé son travail, Schwabenland se dirigea vers le nord le 6 février 1939.[réf. nécessaire]
Le navire peut lancer les deux hydravions pour l'exploration terrestre. Le territoire exploré est revendiqué par l'Allemagne et baptisé Nouvelle-Souabe. Cependant la Norvège revendique aussi ce territoire. L'expédition revient à Hambourg le 11 avril 1939.

### Seconde Guerre mondiale
Au début de la Seconde Guerre mondiale, le Schwabenland est réquisitionné le 12 octobre 1939 par la Luftwaffe et sert pour les hydravions au large des côtes atlantiques françaises.[réf. nécessaire]
Après la chute de la France, il a été stationné au large des côtes de la France occupée, basé dans les ports du Havre et de Boulogne.
En septembre 1942, le navire est déplacé en Norvège comme navire-catapulte pour les missions de reconnaissance de Blohm & Voss BV 138. Le 6 juin 1943le Dornier Do 26 V6 P5+FH est catapulté du Schwabenland vers l'est du Groenland dans le cadre de l'évacuation de l'opération Holzauge.[réf. nécessaire]
Le 24 mars 1944, le navire est atteint par une torpille du sous-marin britannique Terrapin devant Egersund, avant de s'échouer à Flekkefjord. Il est relevé par des moyens de fortune en mai et juin 1944 puis remorqué à Bergen. Le 4 octobre 1944, il est de nouveau endommagé lors d'un raid aérien de l'armée de l'air britannique contre la base sous-marine de Bergen. Le Schwabenland n'est pas complètement réparé et sert en février 1945 de lieu de stockage pour l'installation d'une base marine dans l'Oslofjord.[réf. nécessaire]

### Sabordage
Après la guerre, le navire est récupéré par la marine britannique qui s'en sert de caserne à Sandvika en janvier 1946 puis décide de le couler le 31 décembre 1946 avec 1 400 tonnes d'arme chimique dans le Skagerrak.

## Caractéristiques
Le Schwabenland était un paquebot de classe Hansa de 8 500 tonneaux de jauge brute.[réf. nécessaire]
Il pouvait atteindre une vitesse de 12 nœuds (22 km/h).

### Grues
Une catapulte K-9 construite par Heinkel a été installée à l’arrière du navire, ainsi qu’une grue pour soulever les avions. Le K-9 pouvait accélérer un avion de 15 tonnes à 94 milles à l’heure (151 km/h).[réf. nécessaire]